# Achille Fiocco
Achille Fiocco (Teramo, 1905 – Roma, 1988) è stato un critico teatrale italiano.

## Biografia
Dopo aver frequentato la scuola di recitazione di Eleonora Duse a Roma, Fiocco si dedicò alla critica drammatica che ha effettuato sui quotidiani (La Tribuna) e sui periodici (La Fiera Letteraria, Concretezza). Ha insegnato nell'Accademia nazionale d'arte drammatica e dal 1944 diresse la Biblioteca e museo teatrale del Burcardo a Roma, restando in carica fino al gennaio 1970.
In questo periodo fu proseguita l'opera di catalogazione dei numerosi fondi librari e documentari e fu iniziata la raccolta sistematica delle critiche e delle recensioni degli spettacoli teatrali sulla stampa quotidiana italiana.
Si è specialmente dedicato ad uno studio appassionato delle correnti spiritualiste del teatro contemporaneo, da Charles Péguy a Ugo Betti.
Fu autore di una Storia del Teatro universale dalle origini ai nostri giorni.

## Opere
- Storia del Teatro universale dalle origini ai nostri giorni